# IC 239
IC 239 је спирална галаксија у сазвјежђу Андромеда која се налази на листи објеката дубоког неба у Индекс каталогу.
Деклинација објекта је + 38° 58' 8" а ректасцензија 2h 36m 27,9s. Привидна величина (магнитуда) објекта IC 239 износи 11,0 а фотографска магнитуда 11,9. Налази се на удаљености од 14,2 милиона парсека од Сунца. IC 239 је још познат и под ознакама UGC 2080, MCG 6-6-65, CGCG 523-71, IRAS 02333+3845, PGC 9899.